# The Irish Times
The Irish Times is een landelijk dagblad dat verschijnt in Ierland. De krant werd gesticht in 1859 en stond in zijn beginjaren bekend als spreekbuis van de protestantse nationalisten. Later werd de krant de spreekbuis van de Unionisten. Na de deling van het eiland in de Ierse Vrijstaat en Noord-Ierland veranderde de krant opnieuw van koers. Tegenwoordig geldt de krant als gematigd liberaal/sociaaldemocratisch. De oplage van de Irish Times bedraagt 117.543 (eerste zes maanden 2005). Hoofdredacteur Geraldine Kennedy werd in 2011 opgevolgd door Kevin O'Sullivan.

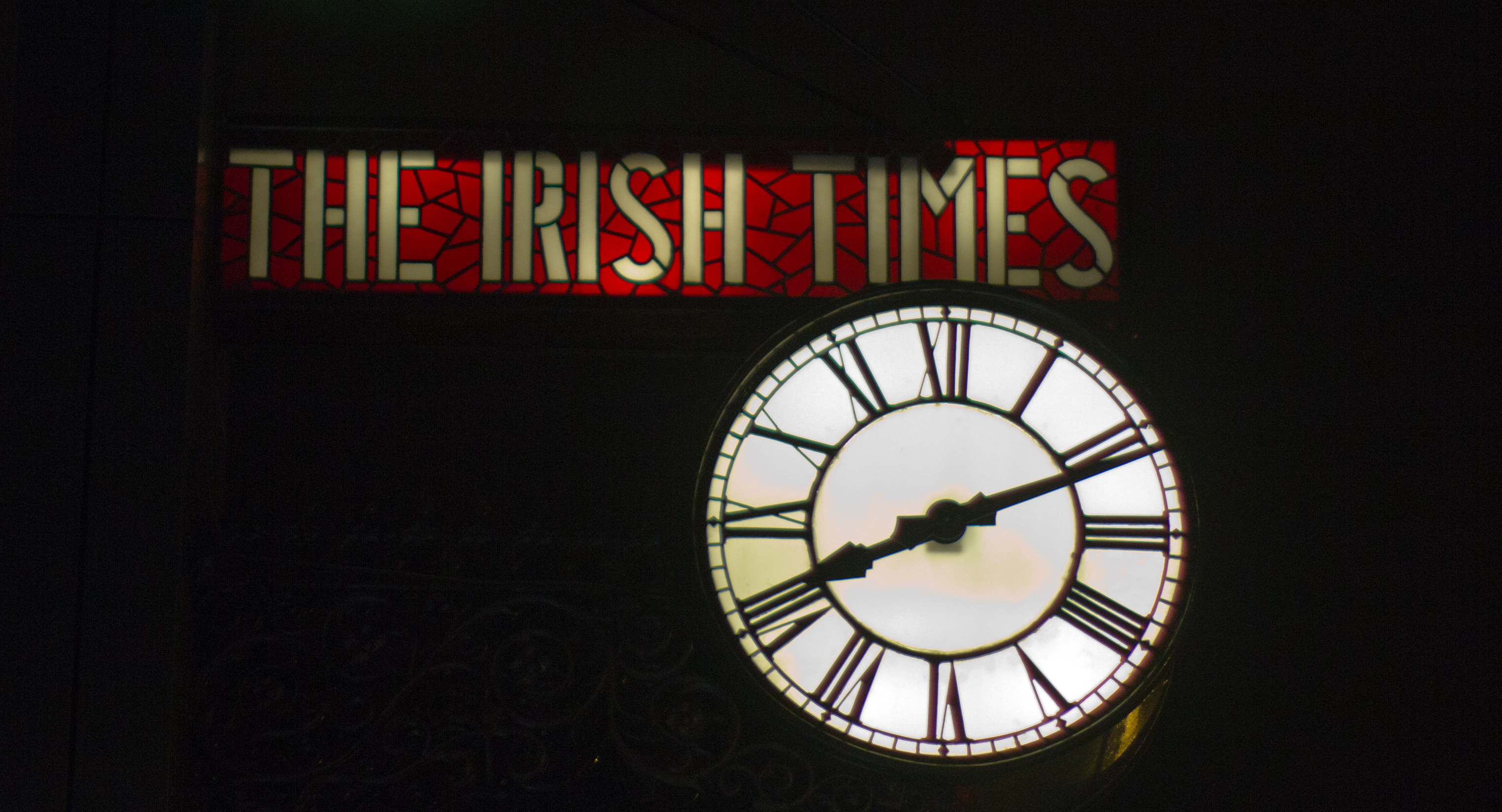